# Oprogramowanie pośredniczące

Schemat middleware

Oprogramowanie pośredniczące (ang. middleware) – rodzaj oprogramowania umożliwiający komunikację pomiędzy różnymi aplikacjami/usługami lub systemami.
Architektura oprogramowania pośredniczącego jest wykorzystywana głównie w systemach rozproszonych przy łączeniu ze sobą różnych komponentów oprogramowania (często znajdujących się na różnych platformach) lub komunikacji z kanałami dostępu do nich.
Oprogramowanie middleware ma za sobą długą historię sięgającą lat 60. i na początku było stworzone do budowy centralnych systemów informatycznych (ważnych instytucji i banków) oraz komunikacji z nimi.
Przykładami middleware są:
- Monitory transakcyjne (Tuxedo, CICS), są to systemy transakcyjne najczęściej wykorzystywane przy budowie centralnych systemów bankowych.
- Oprogramowanie zorientowane na przetwarzanie komunikatów [MOM] (IBM WebSphere MQ, IBM WebSphere Message Broker).
- Serwery aplikacyjne (serwer aplikacji JEE).
- Serwery integracyjne (webMethods Integration Server, Apache ServiceMix).
- Silniki procesowe (Tibco iProcess).
- Systemy dostępu do baz danych typu ODBC, JDBC, transaction processing monitors
- Procesory zapytań (rozmaitego rodzaju aplikacje integrujące interfejsy różnych komponentów aplikacyjnych, np. Enterprise Integration Portals, w których zapytania zadawane przez aplikację, np. CRM, są przetwarzane na zapytania obsługiwane przez inną aplikację, np. system billingowy).
- DDR (ang. Data Driven Routing) pozwalający na budowę rozproszonej bazy danych w oparciu o bazy nie obsługujące rozproszonych transakcji.

Obecnie termin middleware zaczyna mieć nieco szersze znaczenie, co wiąże się z wprowadzeniem oprogramowania pośredniczącego w transakcjach internetowych (CORBA, COM+) i innego oprogramowania łączącego klienta z usługodawcą (agenty).

## Rozwiązania komercyjne
- Tuxedo
- Tibco iProcess
- IBM WebSphere MQ
- IBM WebSphere Message Broker
- IBM WebSphere Process Server
- Oracle AquaLogic
- webMethods Integration Server
- webMethods Broker